# Península de Manguistau
La península de Manguistau és una península asiàtica dins la mar Càspia, situada a la part occidental del Kazakhstan. Administrativament pertany a la província de Manguistau. Les ciutats més importants de la regió són Akhtau, Manguistau i Jangaozén. El nom derivaria de ming kishlak (mil quarters d'hivern) o de mang (anyell de 4 anys, i en conjunt quarters d'hivern dels anyells). Els perses l'anomenaven Siyah-Kuh (Montanya Negra).

## Geografia
Està dividida en tres parts, la septentrional que forma la subpenínsula de Buzači (plana de maresmes salades); la central on hi ha les muntanyes Manguistau (160 km) amb les tres subcadenes d'Akhtau del Nord, Akhtau del Sud i Karatau (entremig de les altres dues) d'una altura màxima de 556 metres: i la meridional o plana de Manguixlak. Per l'est arriba fins a la plana d'Ustiurt. És considerada una de les regions més àrides de l'Àsia central sense rius i amb escasses pluges.

## Història
Els geògrafs àrabs l'esmenten com deshabitada fins al segle x quan grups de turcmans enfrontats als oghuz s'hi van instal·lar i hi van trobar fonts i pastures (llavors el territori era estepa i no era sec com modernament). La muntanya anomenada Binkishlah (no identificada) hauria marcat la frontera entre Coràsmia i el kanat dels khàzars. Aquestos turcmans foren vassalls dels khàzars; A l'inici del segle xiii Yaqut al-Hamawi i Ibn al-Athir l'esmenten amb el nom de Mankashlagh. Ibn al-Athir parla d'un principat turc amb una madina amb el mateix nom que el territori que existia des de la final del segle xi. El 1097 van participar en les lluites a Coràsmia entre Kutb al-Din Muhammad Coràsmiashah i Toghril Tegin (fill d'Ekinči ibn Kočkar). El 1127/1128 el xa de Coràsmia Atsiz ibn Muhammad va ocupar la ciutat de Manguixlak. Yakut en canvi l'esmenta només com una fortalesa i no com una regió. Muhammad Bakran, contemporani dels dos geografs, descriu el país de Manguixlak (l'anomena Mankixlag) i dona el nom també a una tribu turca (mankishlagh) escindida dels oghuz. Segons Bakran els mankishlaghs es van unir als yazir (una fracció dels oghuz) i una altra tribu turca del Khurasan i van esdevenir poderosos.
Més tard van esdevenir dependents dels seljúcides al segle xii, quan a mitjan segle, s'esmenta la península com un territori sota autoritat del governador de Mazanderan. El governador de Djurdjan va fer una expedició contra els "infidels" de Manguixlak i regions del Dihistan. Posteriorment es devien islamitzar.
Al segle xiv s'esmenta el territori dins el domini de l'Horda d'Or, que arribava fins al territori dels balkhans del nord de Coràsmia. Posteriorment les fonts desapareixen fins al segle xvi quan els uzbeks van sotmetre Coràsmia i es van imposar també a les tribus de Manguixlak, repartides entre els feus del sultans uzbeks, però el domini era complicat i al segle xvii els manguixlaks apareixen generalment com independents. Els sultans uzbeks que fugien de Coràsmia es refugiaven sovint a la regió. Llavors existia una ruta comercial entre el Volga i Coràsmia; les mercaderies arribaven al port de Kabakli a la subpenínsula de Buzači i portades en caravanes fins a Khivà per la plana d'Ustiurt, ruta que va agafar importància amb la conquesta d'Astracan pels russos el 1554 (protectorat) i 1557 (annexió). Llavors els turcmans locals van proveir de camells a les caravanes, i van obtenir regals dels comerciants a canvi de seguretat. També es va organitzar una ruta marítima cap al Xirvan que evitava als pelegrins haver de creuar Pèrsia. El 1558 el viatger angles Anthony Jenkinson va visitar la península en la seva ruta a Coràsmia. Les tribus turques (i les caravanes) estaven amenaçades per les incursions pel nord dels mangits (o nogais) durant el segle xvi, i al segle xvii pels calmucs especialment entre 1620 i 1630 que van obligar a traslladar l'embarcador de Kabakli a Karagan, més al sud, a la costa nord d'una subpenínsula més petita i estreta que penetrava més endins a la mar Càspia, i propera a la muntanya Sari Tash. Les ràtzies durant desenes d'anys i l'assecament progressiu de l'estepa que va començar en aquesta època, va provocar l'emigració de la població local. A mitjan segle xvii els ersaris, un dels subgrups turcmans, van abandonar la regió junt amb part dels salors (l'altra part hi va restar fins als primers anys del segle xviii).
El kan de Khivà Anusha Khan va demanar vers el 1670 al govern rus la construcció d'una fortalesa a la península de Mansgihlak per protegir la rura comercial entre Rússia i Coràsmia. Els calmucs sota Puntsuk-Mončak (1667-1670) i Ayuka (1670-1724) van deportar a bona part dels grups Čawdor i Igdir i la totalitat dels Soyinadji cap a la conca del Volga (des d'on van emigrar al Caucas); a l'inici del segle xviii els Čawdor i Igdir que restaven van marxar a Khivà (al segle xix van emigrar al Caucas). Els russos sota Pere el Gran van enviar una expedició desafortunada dirigida per Bekóvitx-Txerkaski que va establir no obstant tres fortaleses a la costa de la mar Càspia, però foren abandonades al cap d'un any. Després hi van anar diverses expedicions russes però de caràcter científic. El 1834 van fundar a la costa sud de la badia de Mertvi Kultuk la fortalesa de Novo Aleksandrovskoie que va tenir guarnició permanent. Això va provocar un conflicte amb el kan de Khivà i una campanya militar avortada (1839-1840). El darrers turcmans van emigrar vers 1840, restant només un grup de famílies čawdors de la costa que encara hi viuen. S'hi van instal·lar kazakhs de la tribu Bayuli, clan Aday (de l'Horda Petita); aquesta emigració hauria estat segons la tradició a mitjan segle xviii però no hi ha constància documental.
La península va ser objecte de conflicte entre Khivà i Rússia; cada part volia comptar amb els kazakhs Aday però aquestos no es va decantar. El 1846 els russos van construir una fortalesa al cap Tup Karagan anomenada Novo-Petrovskoie que el 1859 fou rebatejada Fort Alexandrovski. El 1869 l'ocupació de la regió de Krasnovodsk (al sud de la península) va facilitar el domini de la regió de Mangixlak per Rússia, que per decret la va erigir en districte (pristavstvo) dependent del virrei del Caucas. La seva possessió fou reconeguda a l'imperi el 1873 després d'imposar el protectorat a Khivà. El 1881, amb la conquesta dels territoris turkmens, el districte fou incorporat com uiezd al nou govern de Trancàspia (Zakàspiskaia óblast).
El 1917 amb la revolució va seguir la sort d'aquest govern que va quedar en mans dels menxevics. Després de la revolució d'octubre els bolxevics es van imposar però foren eliminats per la intervenció britànica el juny de 1918; els ocupants van establir un govern blanc el 12 de juliol de 1918 anomenat Comitè Executiu Provisional, que pretenia restaurar a Kérenski, que va tenir seu a Aşgabat. La regió fou recuperada pels bolxevics el febrer de 1920. El 26 d'agost de 1920 fou inclosa a la República Socialista Soviètica Autònoma Kirguís (anomenada per la població el Kazakhstan) dins de la República Federativa Socialista Soviètica Russa. El 15 de juny de 1925 fou rebatejada República Socialista Soviètica Autònoma Kazakh, encara dins la R.F.S.S. Russa. El 5 de desembre de 1936 fou elevada a República Socialista Soviètica Kazakh (una estreta franja de la part sud amb façana costanera a la badia de Kara Boghaz va quedar inclosa al Turkmenistan). El 1937 es va crear l'òblast de Manguixlak que va incloure una part de la plana d'Ustiurt, amb 260.000 km² i capital a Akhtau que el 1964 fou rebatejada Xevtxenko. El 1978 l'òblast tenia 256.000 habitants dels quals 110.000 vivien a Xevtxenko, ciutat russificada construïda pels soviètics a l'inici dels anys seixanta quan es va descobrir petroli i gas i s'hi van desplaçar miler s de treballadors; el 92% de la població viu a les dues dotzenes de viles existents. La seva importància deriva de la seva riquesa mineralògica, especialment petroli, gas natural i urani. Una central nuclear es va construir a Xevtxenko. Després del 1991 la capital Xevtxenko va recuperar el seu nom d'Akhtau i l'òblast va agafar el seu nom en kazakh: òblast de Manguistau.